# Nicolas de Luce
Nicolas de Luce (* 16. November 1726 in Pruntrut; † 24. März 1784 in Bellelay) war ein Schweizer Prämonstratenserabt.

## Leben
De Luce (oder Deluce) war der Sohn eines Offiziers und Säckelmeisters im Fürstbistum Basel. Er besuchte das Kollegium in Pruntrut und studierte Theologie in Besançon. 1748 trat er in das Kloster Bellelay ein und empfing 1751 die Priesterweihe. Danach war er Subprior, dann Prior und Novizenmeister, bis er 1771 zum Abt gewählt wurde. Er gründete 1772 das Kollegium und Internat von Bellelay, das sich zu einem Bildungszentrum für die Söhne des europäischen Adels entwickelte, insbesondere dem Elsass, aber auch aus den katholischen eidgenössischen Orten, und bis zur Auflösung der Abtei infolge der Französischen Revolution 1798 bestand. Auch ein Waisenhaus für Mädchen liess er errichten.